# راؤول بورغز
راؤول بورغز (بالإسبانية: Raúl Borges) هو عازف الغيتار الكلاسيكي وملحن فنزويلي، ولد في 4 فبراير 1882 في كاراكاس في فنزويلا، وتوفي بنفس المكان في 24 نوفمبر 1967.

## وصلات خارجية
- راؤول بورغز على موقع ميوزك برينز (الإنجليزية)
- راؤول بورغز على موقع ديسكوغز (الإنجليزية)